# Populismo penale

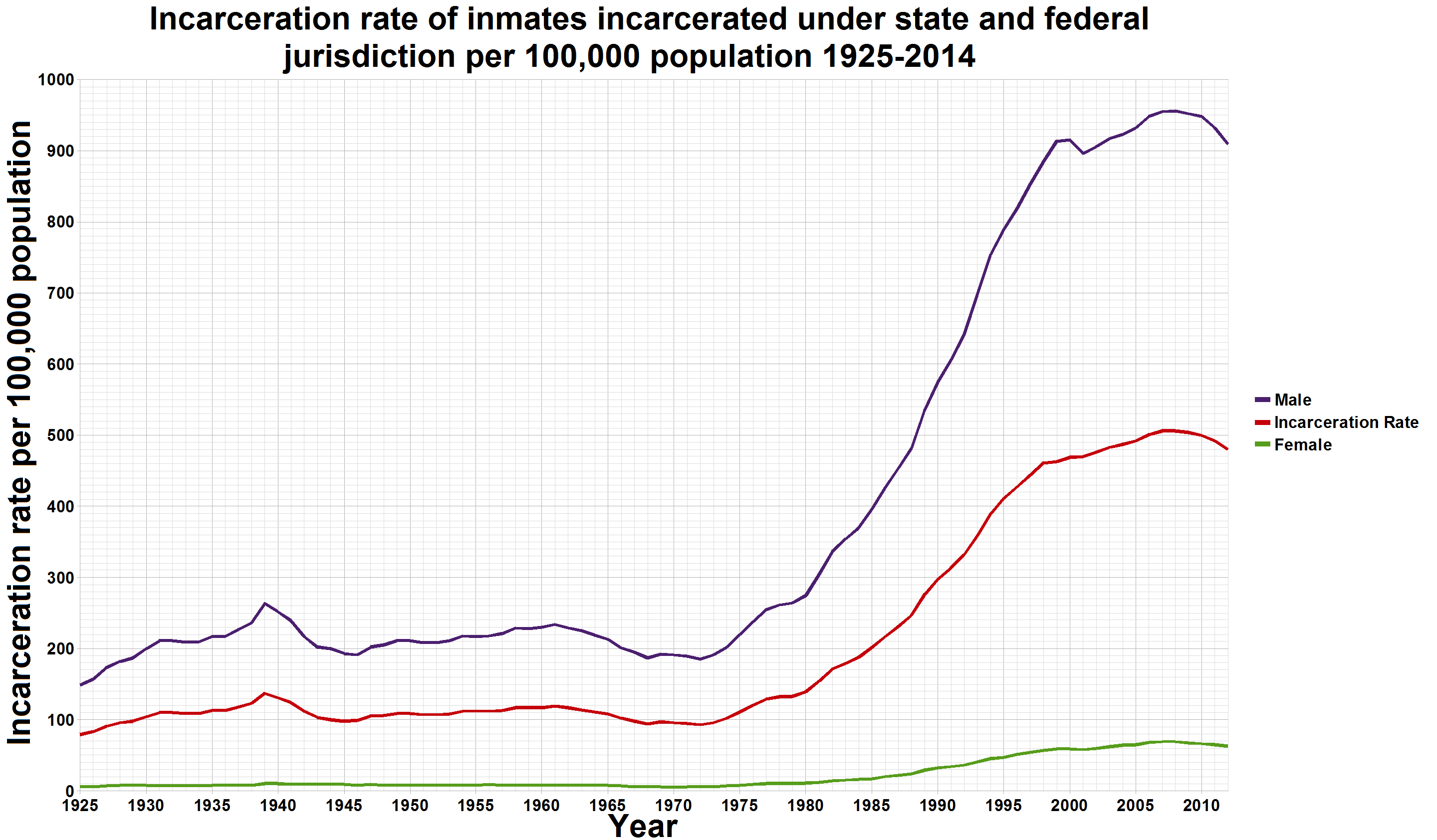
Linea rossa: tasso di incarcerazione negli Stati Uniti dal 1925 al 2014. Linea viola: maschi; linea verde: femmine.

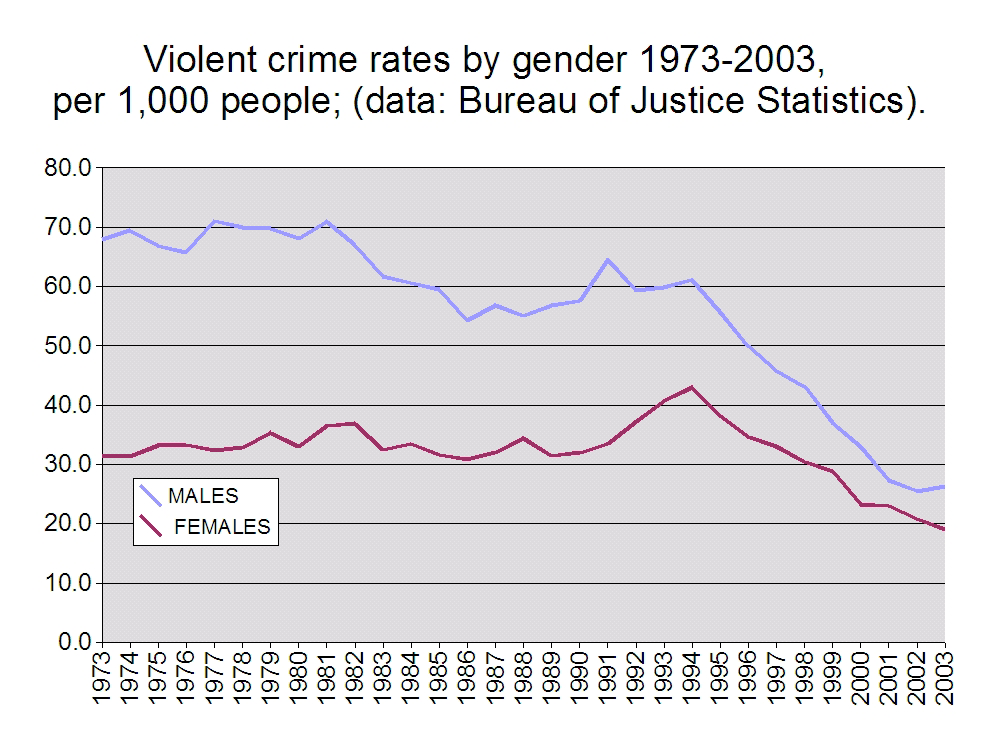
Tasso di criminalità violenta per genere negli Stati Uniti, 1973-2003. Linea azzurra, maschi; linea viola, femmine.

L'espressione populismo penale designa la tendenza a riformare il diritto e la procedura penale in senso illiberale e antigarantista al fine di raccogliere il consenso dell'elettorato, senza riguardo all'idoneità e all'efficacia delle misure adottate nel ridurre il crimine e promuovere la giustizia.

## Definizione
L'espressione "populismo penale" non si riferisce solo agli orientamenti di politica penale propri dei partiti e dei movimenti populisti, ma comprende ogni decisione in materia di criminalità che sia demagogica, strumentale all’acquisizione di popolarità, visibilità mediatica o successo elettorale, e che abbia un orientamento punitivo in risposta a umori collettivi più o meno consapevolmente aizzati ed esasperati. L'uso populista del diritto e della giustizia penale può essere promosso da partiti, movimenti politici e mezzi di informazione che si autodefiniscono o che vengono qualificati come "populisti", ma può anche appartenere a forze politiche dell'establishment, che tentano di rafforzare la propria posizione elettorale sfruttando e amplificando l'allarme sociale provocato dal crimine.
Il populismo penale è spesso rivolto "verso il basso", indirizzato a colpire i soggetti estranei alla comunità etica dei "cittadini perbene" (stranieri, criminalità di strada, soggetti di forme varie di devianza, emarginazione e disagio sociale), ma può anche essere rivolto "verso l'alto", verso le élite corrotte che impedirebbero al popolo di essere compiutamente sovrano. Anche le organizzazioni criminali come la mafia e le organizzazioni terroristiche possono essere il bersaglio di misure penali di ispirazione populista. Politiche penali populiste sono tipicamente adottate da attori politici in senso stretto, come i titolari di cariche pubbliche elettive e i partiti di cui sono espressione, in ciò eventualmente sostenuti dai movimenti sociali e di opinione, da associazioni della società civile e da mezzi di informazione; ma politiche penali populiste possono anche essere perseguite da magistrati, soprattutto da procuratori, i quali pretendano di essere gli autentici rappresentanti e interpreti delle aspettative di giustizia del popolo ("populismo giudiziario" o, nell'uso giornalistico italiano, "giustizialismo").
In tutti questi casi è comunque sintomatico dell'approccio populista al diritto e alla procedura penale il disinteresse per la dimensione tecnica della legislazione e della giurisdizione, che è sostituita dalla considerazione prevalente per la sua dimensione espressivo-simbolica, di rassicurazione o galvanizzazione dell'opinione pubblica. Ciò fa sì che riforme adottate con il fine esclusivo o prevalente di raccogliere il consenso popolare rischino spesso di essere annullate o disapplicate dai giudici, che le ritengono tecnicamente inattuabili, irragionevoli, incompatibili con i principi costituzionali o con gli impegni internazionali: il populismo del legislatore penale può perciò esacerbare la dialettica tra potere esecutivo e potere giudiziario, innescando conflitti costituzionali.
Altra caratteristica dell'uso populista dello strumento penale è la svalutazione dei profili garantistici del diritto e della procedura penale a favore delle finalità repressive, retributive ("occhio per occhio") e di incapacitazione e neutralizzazione (togliere i criminali dalle strade, impedir loro di nuocere alle "persone perbene"). Il populismo penale viene a volte spiegato o giustificato come espressione di sentimenti di disillusione e rabbia per il modo in cui le élite politiche e giudiziarie, facendosi carico soprattutto delle esigenze garantistiche e di recupero sociale dei condannati, avrebbero abbandonato a sé stessi le vittime dei reati e, in generale, i cittadini rispettosi della legge. Inteso in questo modo, il populismo penale ha un rapporto stretto con la mancanza di fiducia nel sistema di giustizia penale e con la rappresentanza politica delle domande sociali associate a tale mancanza di fiducia.

## Origini del fenomeno
Secondo Garland 2007, a partire dagli anni settanta del Novecento si assiste a un cambiamento nelle politiche penali caratterizzato dal declino dell'ideale riabilitativo (cioè dell'idea che la pena debba tendere alla rieducazione del condannato), dalla riscoperta del carcere come mezzo di neutralizzazione e punizione, e dalla crescente "politicizzazione" del diritto penale (la questione criminale diviene centrale nelle campagne elettorali). Per quanto riguarda in particolare il Regno Unito, questa "svolta punitiva" e "populista" può essere colta in modo aneddotico ma efficace confrontando le posizioni in tema di politica penale espresse da due eminenti tories: Winston Churchill (Primo ministro dal 1940 al 1945 e dal 1951 al 1955) e Michael Howard (ministro con Thatcher a Major, poi capo del partito conservatore e leader dell’opposizione dal 2003 al 2005). 
 Come ricorda Lacey 2008, in un discorso parlamentare del 1910 Churchill aveva affermato:
Secondo Pratt 2007, un momento decisivo nello sviluppo del populismo penale in Inghilterra si ebbe nel 1993 quando Michael Howard, all'epoca ministro dell’interno, proclamò che 
In seguito Howard propose una serie di riforme del sistema penale volte a limitare la discrezionalità dei giudici, percepiti come non allineati alle domande di sicurezza avanzate dalla gente, così provocando una dinamica – tipica del populismo penale – di conflitto più o meno aspro tra la classe politica "populista" (in senso penale) e le élite del potere giudiziario più "conservatrici" (cioè garantiste); dinamica che può anche essere descritta come la spaccatura sulla questione criminale tra due tipi di conservatorismo, vecchio e nuovo.
Nella letteratura penalistica e criminologica, l'espressione "populismo penale" (in inglese inizialmente populist punitiveness, in seguito più comunemente penal populism) emerge alla metà degli anni novanta del Novecento come categoria interpretativa delle trasformazioni in atto nelle politiche penali degli Stati Uniti e di molti paesi occidentali.  Alla base della sua diffusione vi è l'idea che il sostegno pubblico a misure di giustizia penale sempre più severe sia diventato un motore fondamentale del processo politico e dei cicli elettorali, con il risultato di provocare il ricorso a sanzioni più afflittive e prolungate nel tempo, indipendentemente dalla loro capacità di ridurre il crimine e di rimediare ai suoi danni.
L'opportunità di riflettere sul populismo penale nasce, in primo luogo, da una crescita della popolazione detenuta senza che essa sia in diretta correlazione con l’andamento degli indici di criminalità. Negli anni 1990-2020, la popolazione carceraria statunitense è più che quadruplicata. Studi di ricerca sociale empirica hanno concluso che, tra il 1984 e il 2002, tale crescita è dipesa interamente da un aumento della propensione a punire, anziché da un aumento del crimine. Il fenomeno, spesso descritto negli studi criminologici in termini di "carcerazione di massa", "iperincarcerazione" e "svolta punitiva", è particolarmente rilevante negli Stati Uniti già a partire dalla metà degli anni settanta del Novecento, ma inizia presto a interessare anche i paesi dell'Europa e di altre regioni del mondo. Tale fenomeno fa acquistare credibilità all'ipotesi che le politiche criminali siano motivate soprattutto dalla ricerca di consenso elettorale e dalla volontà di rassicurare la cittadinanza, anziché dall'obiettivo di prevenire comportamenti dannosi.
In secondo luogo, la diffusione del concetto di populismo penale riflette alcuni cambiamenti che intervengono nella formulazione delle politiche penali e nell'amministrazione della giustizia. Secondo David Garland, negli ultimi trent'anni del Novecento la politica criminale cessa di essere una questione bipartisan, che possa essere devoluta a professionisti esperti, per diventare un tema di primo piano nella competizione elettorale. Oltre alla diffusione di campagne politiche e di propaganda elettorale incentrate sul tema del controllo della criminalità e sull'applicazione intransigente del diritto penale, si registra l'aumento di iniziative legislative volte a introdurre nuove figure di reato, a inasprire il trattamento sanzionatorio, a limitare il ricorso a misure alternative al carcere e a rafforzare l'impianto punitivo del diritto penale – tendenze spesso riassunte con lo slogan "tolleranza zero" (zero tollerance) nel dibattito pubblico e negli studi criminologici. Nel contesto delle politiche di contrasto al terrorismo e alla criminalità organizzata, queste tendenze a inasprire e anticipare il trattamento sanzionatorio e ad affievolire le garanzie processuali hanno fatto parlare la dottrina penalistica di un "diritto penale del nemico", volto alla neutralizzazione e all'annientamento, contrapposto al diritto penale del cittadino.
In terzo luogo, la nascita del populismo penale può essere messa in relazione con la spettacolarizzazione del crimine e del processo penale, la "glamourizzazione" dei media, che provoca allarme sociale e alimenta la paura nell'opinione pubblica, incoraggiando una risposta emotiva, violenta, generalmente orientata verso un trattamento sanzionatorio più severo. La copertura selettiva dei fatti di cronaca da parte dei mezzi di informazione di massa e la centralità che essi accordano alla prospettiva della vittima possono distorcere la percezione pubblica della criminalità, nel senso dell'enfatizzazione e drammatizzazione del fenomeno.
Infine, alcune analisi sociologiche pongono in relazione il crescente orientamento punitivo delle politiche penali con la crisi dello stato sociale. Da un lato, la contrazione dell'intervento pubblico nella sfera economica creerebbe i presupposti della diffusa e crescente insicurezza sociale alla base della paura nella criminalità; dall'altro, la risposta a tale paura offrirebbe un'importante risorsa di legittimazione a uno stato che ha ridotto le proprie funzioni di redistribuzione della ricchezza e di assistenza sociale. In tale quadro, si afferma che la prigione diventa una istituzione centrale nel governo della miseria creata dai processi di deregolamentazione e snellimento del settore pubblico, e che il crimine stesso diventa una tecnica di governo della società.